# IStock
iStock是一家免版税的国际微型图片供应商，該公司总部位於加拿大艾伯塔省的卡尔加里。该公司提供数以百万计的照片、插图、剪贴画、视频和音频。世界各地的艺术家、设计师和摄影师将他们的作品上傳至iStock的網站。該公司每个月新增近50万张照片、插图、视频和音频文件。